# Bill Demko
William Jacob Demko, detto Bill (Filadelfia, 30 dicembre 1895 – Filadelfia, 8 agosto 1957), è stato un calciatore statunitense, di ruolo centrocampista.

## Carriera

### Nazionale
Ha partecipato alle Olimpiadi del 1924.